# 이시노마키시
이시노마키시(일본어: 石巻市)는 일본 미야기현 동부 기타카미강 하구에 있는 시이다. 미야기현에서 인구가 두 번째로 많은 도호쿠 지방 유수의 수산업 도시이다. 에도 시대에는 센다이번의 중요한 항구 도시로 번영했다.
2005년 4월 1일에 모노군(桃生郡) 모노정(桃生町), 가난정(河南町), 가호쿠정(河北町), 기타카미정(北上町), 오가쓰정(雄勝町) 및 오시카군(牡鹿郡) 오시카정(牡鹿町)과 통합하여 새로운 이시노마키시가 발족했다.
긴카산 바다(산리쿠 바다)는 쿠로시오 해류(난류)와 쿠릴 해류(한류)가 만나 세계 3대 어장 중 하나로 꼽히고 어장과 가까운 이시노마키는 일본에서도 유수한 수산 도시가 되고 있다. 시내의 만고쿠우라에서 굴 양식법이 개발되어 전 세계로 퍼졌다.

## 지리
시내 거의 중앙을 구 기타카미강이 남북으로 종단하고 대체로 구 기타카미강을 경계로 토지 이용이나 제1차 산업의 구조 변화를 볼 수 있다.
구 기타카미강의 우안에서 서쪽의 가난, 모무노후 지구는 센다이평야 동단부에 위치하고 넓은 평지(이시노마키평야)와 기타카미강이 가져온 비옥한 토양 덕분에 벼농사를 중심으로 농업이 번성한다. 구 기타카미강 좌안에서 동쪽 지역은 기타카미 산지와 리아스식 해안에 의해 복잡한 지형을 하고 있어 평지가 적기 때문에 농업은 서부와 비교해서 비율이 낮다. 동부에서는 어업과 만에서의 양식업 등이 번성하고 시 중앙부의 조힌산에는 목장이 있어 주변에서는 축산업도 행해지고 있다.

### 기후
| 이시노마키시의 기후                                          | 이시노마키시의 기후 | 이시노마키시의 기후 | 이시노마키시의 기후 | 이시노마키시의 기후 | 이시노마키시의 기후 | 이시노마키시의 기후 | 이시노마키시의 기후 | 이시노마키시의 기후 | 이시노마키시의 기후 | 이시노마키시의 기후 | 이시노마키시의 기후 | 이시노마키시의 기후 | 이시노마키시의 기후 |
| 월                                                           | 1월                 | 2월                 | 3월                 | 4월                 | 5월                 | 6월                 | 7월                 | 8월                 | 9월                 | 10월                | 11월                | 12월                | 연간                |
| ------------------------------------------------------------ | ------------------- | ------------------- | ------------------- | ------------------- | ------------------- | ------------------- | ------------------- | ------------------- | ------------------- | ------------------- | ------------------- | ------------------- | ------------------- |
| 역대 최고 기온 °C (°F)                                       | 15.2 (59.4)         | 19.2 (66.6)         | 20.7 (69.3)         | 28.4 (83.1)         | 30.7 (87.3)         | 32.0 (89.6)         | 35.6 (96.1)         | 36.8 (98.2)         | 34.0 (93.2)         | 28.5 (83.3)         | 23.7 (74.7)         | 21.9 (71.4)         | 36.8 (98.2)         |
| 일평균 최고 기온 °C (°F)                                     | 4.8 (40.6)          | 5.6 (42.1)          | 8.9 (48.0)          | 14.1 (57.4)         | 18.7 (65.7)         | 21.9 (71.4)         | 25.2 (77.4)         | 27.0 (80.6)         | 24.2 (75.6)         | 19.1 (66.4)         | 13.2 (55.8)         | 7.3 (45.1)          | 15.8 (60.5)         |
| 일일 평균 기온 °C (°F)                                       | 1.0 (33.8)          | 1.6 (34.9)          | 4.6 (40.3)          | 9.6 (49.3)          | 14.5 (58.1)         | 18.3 (64.9)         | 21.9 (71.4)         | 23.6 (74.5)         | 20.5 (68.9)         | 15.0 (59.0)         | 8.9 (48.0)          | 3.4 (38.1)          | 11.9 (53.4)         |
| 일평균 최저 기온 °C (°F)                                     | −2.2 (28.0)         | −2.0 (28.4)         | 0.5 (32.9)          | 5.4 (41.7)          | 11.0 (51.8)         | 15.5 (59.9)         | 19.5 (67.1)         | 21.1 (70.0)         | 17.4 (63.3)         | 10.9 (51.6)         | 4.6 (40.3)          | 0.0 (32.0)          | 8.5 (47.3)          |
| 역대 최저 기온 °C (°F)                                       | −14.6 (5.7)         | −13.1 (8.4)         | −10.3 (13.5)        | −5.0 (23.0)         | −0.1 (31.8)         | 5.7 (42.3)          | 8.3 (46.9)          | 11.5 (52.7)         | 6.2 (43.2)          | −0.7 (30.7)         | −4.6 (23.7)         | −10.5 (13.1)        | −14.6 (5.7)         |
| 평균 강수량 mm (인치)                                        | 38.8 (1.53)         | 31.0 (1.22)         | 72.4 (2.85)         | 86.1 (3.39)         | 96.8 (3.81)         | 110.6 (4.35)        | 145.7 (5.74)        | 115.8 (4.56)        | 151.6 (5.97)        | 137.9 (5.43)        | 61.9 (2.44)         | 42.8 (1.69)         | 1,091.3 (42.96)     |
| 평균 강설량 cm (인치)                                        | 17 (6.7)            | 16 (6.3)            | 9 (3.5)             | 1 (0.4)             | 0 (0)               | 0 (0)               | 0 (0)               | 0 (0)               | 0 (0)               | 0 (0)               | 1 (0.4)             | 8 (3.1)             | 51 (20)             |
| 평균 강수일수 (≥ 1.0 mm)                                     | 4.6                 | 4.9                 | 7.3                 | 8.3                 | 9.0                 | 9.4                 | 11.8                | 9.2                 | 9.8                 | 8.0                 | 6.1                 | 5.5                 | 93.9                |
| 평균 강설일수 (≥ 1 cm)                                       | 5.0                 | 4.1                 | 2.1                 | 0.2                 | 0                   | 0                   | 0                   | 0                   | 0                   | 0                   | 0.1                 | 2.8                 | 14.3                |
| 평균 상대 습도 (%)                                           | 71                  | 69                  | 67                  | 68                  | 74                  | 80                  | 84                  | 82                  | 80                  | 76                  | 73                  | 73                  | 75                  |
| 평균 월간 일조시간                                           | 163.8               | 164.6               | 184.5               | 193.4               | 196.0               | 157.4               | 140.1               | 161.9               | 137.3               | 151.5               | 150.0               | 146.2               | 1,946.7             |
| 출처: 일본 기상청 (평년값: 1991년~2020년, 극값: 1887년~현재) |                     |                     |                     |                     |                     |                     |                     |                     |                     |                     |                     |                     |                     |

## 역사
에도 시대의 이시마키항은 기타카미강 수운에 의해 난부번령 하에서 하천 교통과 해운의 결절점으로서 동해 연안의 사카타항과 나란히 오우 2대 무역항으로 전국적으로 유명했다. 또 히가시마와리 항로의 기점으로 센고쿠선에 의한 에도(도쿄)와의 교역도 번성하고 에도 시대에 오랫동안 이시마키항에서 에도로 보내진 쌀은 에도 시중에서 유통되는 쌀의 절반을 차지했다고 한다. 번정 시대에는 명실공히 센다이번의 경제 중심지였다. 또 구 센다이번 내에서 유일하게 화폐 주조가 허용되어 현대에도 주전장(鋳銭場)이라는 지명이 이시마키역 앞에 남아 있다.
보신 전쟁에서 패전한 센다이번이 메이지 원년에 오모테다카(表高, 에도 시대에 다이묘의 공식적인 녹봉) 62만 석에서 28만 석으로 지행역이 줄어들었을 때 이시노마키와 그 주변은 센다이번에서 분리되어 다카사키번을 거쳐 이시노마키현이 되어 메이지 정부의 직할이 되었다. 이때 정부는 이시노마키를 도호쿠 지방을 관할하는 거점으로 삼을 생각으로 도산도 진다이(鎮台, 과거 지방을 수비하기 위해 주둔했던 군대)를 이시노마키에 설치했다. 그러나 폐번치현으로 센다이번이 이시노마키와 함께 센다이현이 되면서 곧 진다이는 센다이로 이전했고 이후에도 국가의 파견 기관 등은 센다이에 놓였다.
고도 경제성장기에 이르면서 물류의 중심이 해운에서 철도나 트럭으로 옮겨갔기 때문에 항구 기능은 연안 어업에서 원양 어업까지 대응하는 어항으로 발달했고 이시마키 공업항의 건설로 2차 산업도 발달했다. 이러한 산업 기반에 의해 도시화가 진행되었고 상업 등의 3차 산업 노동자가 대부분을 차지해 미야기현 동부의 상업 거점이 되었다. 도시권 인구도 버블 경기 때까지 계속 성장했다.
- 가마쿠라 시대 - 오슈 가사이씨가 이시노마키성을 축성했다.
- 1869년 9월 18일 - 이시노마키현이 설치되었다.
- 1870년 10월 22일 - 이시노마키현을 폐지해 도요마현이 되었다.
- 1871년 12월 13일 - 센다이현에 편입되었다.
- 1872년 2월 16일 - 미야기현에 편입되었다.
- 1889년 4월 1일 - 이시노마키정이 성립하였다.
- 1933년 4월 1일 - 시로 승격해 이시노마키시가 되었다.
- 2005년 4월 1일 - 인접하는 모노군 가운데 모노정, 가난정, 가호쿠정, 기타카미정, 오가쓰정, 오시카군 오시카정과 이시노마키시가 합병해 새로운 이시노마키시가 되었다.

2011년 도호쿠 대지진과 쓰나미로 많은 피해를 입었다. 도시의 약 46%가 쓰나미로 인하여 침수되었다.

## 교통

### 철도
- 동일본 여객철도
  - 센세키선
  - 이시노마키선
  - 게센누마선

- 일본화물철도
  - 센세키선

### 도로
- 산리쿠 자동차도
- 국도 45호선
- 국도 108호선
- 국도 398호선

## 인구
| 연도 | 인구    | ±%     |
| ---- | ------- | ------ |
| 1920 | 102,953 | —      |
| 1930 | 122,589 | +19.1% |
| 1940 | 137,327 | +12.0% |
| 1950 | 177,015 | +28.9% |
| 1960 | 180,012 | +1.7%  |
| 1970 | 177,597 | −1.3%  |
| 1980 | 186,094 | +4.8%  |
| 1990 | 182,911 | −1.7%  |
| 2000 | 174,778 | −4.4%  |
| 2010 | 160,826 | −8.0%  |

## 자매 도시
- 일본 이바라키현 히타치나카시
- 일본 야마가타현 가호쿠정
- 이탈리아 라치오주 치비타베키아
- 중화인민공화국 저장성 원저우시

## 같이 보기
- 후세 다쓰지